# Donna Deitch
Donna Deitch (8 de junio de 1945 en San Francisco, California) es directora, productora y escritora de cine y televisión estadounidense conocida principalmente por su película Desert Hearts de 1985. La película fue el primer largometraje en representar una historia de amor lésbico tratado de forma convencional, positiva y respetuosa.

## Carrera profesional
Donna Deitch pasó de ser una cineasta de documentales galardonada a producir y dirigir Desert Hearts, un éxito histórico de los festivales de cine de Telluride y Toronto International de 1985, y el Festival de Cine de Sundance de 1986. La película fue elegida para su distribución mundial por The Samuel Goldwyn Company. Poco después de ver la película, Oprah Winfrey contrató a Deitch para dirigir la miniserie de cuatro horas nominada al Emmy The Women of Brewster Place.
Tras el éxito de Brewster Place, Deitch dirigió cuatro episodios piloto, tres de los cuales fueron elegidos para series, incluido Second Noah. Ha dirigido numerosos episodios de dramas de una hora, entre los que cabe mencionar NYPD Blue, ER, Murder One, Law and Order: Special Victims Unit, EZ Streets, The Visitor, Dragnet, Crossing Jordan, Heroes, Private Practice y otros. Dirigió el episodio piloto de The N 's, South of Nowhere.
Dirigió Prison Stories: Women on the Inside para HBO; La aritmética del Diablo de Showtime, protagonizada por Kirsten Dunst y Brittany Murphy, y Common Ground, escrita por Terrence McNally, Paula Vogel y Harvey Fierstein (también para Showtime).
Deitch dirigió, fotografió y editó Angel On My Shoulder, un largometraje documental sobre la experiencia de su mejor amiga, la actriz Gwen Welles (Nashville), que murió de cáncer. La película ganó el Hugo de Oro al Mejor Documental en el Festival Internacional de Cine de Chicago de 1998.
En una entrevista de 2008, dijo que estaba trabajando para obtener financiamiento para "Blonde Ghost", un guion recientemente acabado adaptado de Stella, el libro de no ficción de 1992 de Peter Wyden sobre Stella Goldschlag, que tiene lugar en Berlín durante la Segunda Guerra Mundial. Ese mismo año, Deitch dijo que estaba escribiendo una secuela de Desert Hearts que estaría ambientada "en la ciudad de Nueva York a finales de los 60".
Deitch es abiertamente lesbiana. Su pareja es la escritora Terri Jentz.